# Valentînove, Sakî
Valentînove (în ucraineană Валентинове) este un sat în comuna Krîmske din raionul Sakî, Republica Autonomă Crimeea, Ucraina.

## Demografie
Componența lingvistică a localității Valentînove
     Rusă (66,37%)
     Ucraineană (16,67%)
     Tătară crimeeană (15,48%)
     Alte limbi (1,19%)
Conform recensământului din 2001, majoritatea populației localității Valentînove era vorbitoare de rusă (66,37%), existând în minoritate și vorbitori de ucraineană (16,67%) și tătară crimeeană (15,48%).